# Сочивець Валерія Юріївна
Вале́рія Ю́ріївна Сочив́ець (нар. 16 серпня 1992, Київ) — українська режисерка, сценаристка та продюсерка. Членкиня Української та Європейської кіноакадемій.

## Біографія
Онука українського гумориста-прозаїка Івана Йосиповича Сочивця. З 4 до 16 років навчалась в дитячому шоу-театрі «Чунга-Чанга». Після закінчення школи, у 2009 році, вступає до Київського національного університету театру, кіно і телебачення імені І. К. Карпенка–Карого в режисерську майстерню Василя Вітера. У 2012 році проходить практику на каналі новин TVi.
З 2012 року кураторка кінопрограми на міжнародному мультидисциплінарному фестивалі сучасних мистецтв ГОГОЛЬFEST. У 2014 році отримує диплом з відзнакою зі спеціальності режисура кіно та телебачення. У 2014—2017 роках — програмний директор кінотеатру ГОГОЛЬFEST.
У 2015 році Валерія Сочивець співзасновнує громадську організацію «СУК» (Сучасне Українське Кіно), метою якої є популяризація українського кінематографа і виробництво фільмів. Валерія створила низку картин, що взяли участь у багатьох міжнародних кінофестивалях, серед них Rotterdam, San Sebastián, Sarajevo, PÖFF Shorts, Tampere, Молодість, ОМКФ та інші, які отримали понад 30 нагород та номінацій. Учасниця міжнародних пітчингів/копродукційних маркетів. Окрім короткометражних фільмів, у продюсерському доробку Валерії вже є 4 повнометражні стрічки.
У 2018—2024 роках — член Правління Української Кіноакадемії (дві каденції).
Від 2019 року є член громадської ради Оскарівського комітету України.
Від 2020 року — член Європейської кіноакадемії.
Від 2022 року Валерія Сочивець працює над своїм режисерським дебютним фільмом з робочою назвою «Завіса». Також на стадії розроблення (девелопменту), як продюсерка Валерія має декілька документальних проєктів режисерів Поліни Кельм, Дмитра Могіленця, Томі Гажлінські, Єви Джишиашвілі, Зої Лактіонової та ігрових повних метрів Станіслава Битюцького, Новруза Хікмета, Філіпа Сотниченка та Марії Кондакової.

## Фільмографія

### Режисерка
- 2018 — «Christmas Stories» (ігровий, 12 хв.)
- 2017 — «Гойдалки» (ігровий, 25 хв.)
- 2016 — «Кров» (ігровий, 13 хв.)
- 2014 — «Знеболювальне» (ігровий, 19 хв.)

### Продюсерка
- 2023 — «Ля Палісіада» (ігровий, 100 хв. Україна)
- 2023 — «Дім за склом» (ігровий, 100 хв. Україна)
- 2022 — «Поки тут тихо» (ігровий, 16 хв. Україна)
- 2020 — «Із зав'язаними очима» (ігровий, 105 хв. Україна)
- 2020 — «Please Hold the Line» (документальний, 90 хв. Австрія)
- 2020 — «Зарваниця» (документальний, 77 хв. Україна)
- 2019 — «Дезертир» (ігровий, 25 хв. Чехія, Україна)
- 2018 — «Тера» (ігровий, 70 хв. Україна)
- 2017 — «Поза зоною» (ігровий, 25 хв. Україна)
- 2017 — «Марія» (ігровий, 16 хв. Україна)
- 2017 — «Технічна перерва» (ігровий, 29 хв. Україна)
- 2016 — «Цвях» (ігровий, 32 хв. Україна)
- 2015 — «Син» (ігровий, 16 хв. Україна)